# Anders Brems
Anders Brems, född 12 augusti 1877 i Herslev på Jylland, död 27 februari 1974, var en dansk klarinettist, sångare och sångpedagog.
Brems var ursprungligen utbildad instrumentalist och deltog, som klarinettist, i konsertlivet i Köpenhamn, men gick efterhand över till sång (baryton), och åtnjöt undervisning  hos bland andra Johannes Messchaert vid musikhögskolan i Berlin. Under en följd av år framträdde han som romanssångare (även på konstresor till Sverige och Norge), liksom han under senare år utvecklade en omfattande sångpedagogisk verksamhet.